# 波斯废墟

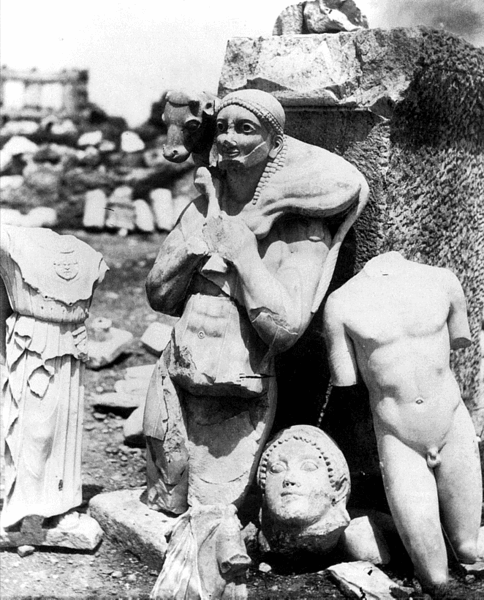
拍摄于1866年，刚刚发掘完毕的波斯废墟。照片中间是荷牛人，它的左边是安格里托斯的雅典娜，著名的克雷提奥斯的少年则出现在它的右边。

波斯废墟是雅典卫城中的一个考古发掘地点。公元前480年，薛西斯一世率领的波斯军队攻入了雅典，波斯人破坏了大量建筑和供奉用的雕塑，这些建筑的废墟和雕塑的残片被散落在雅典卫城的各处。

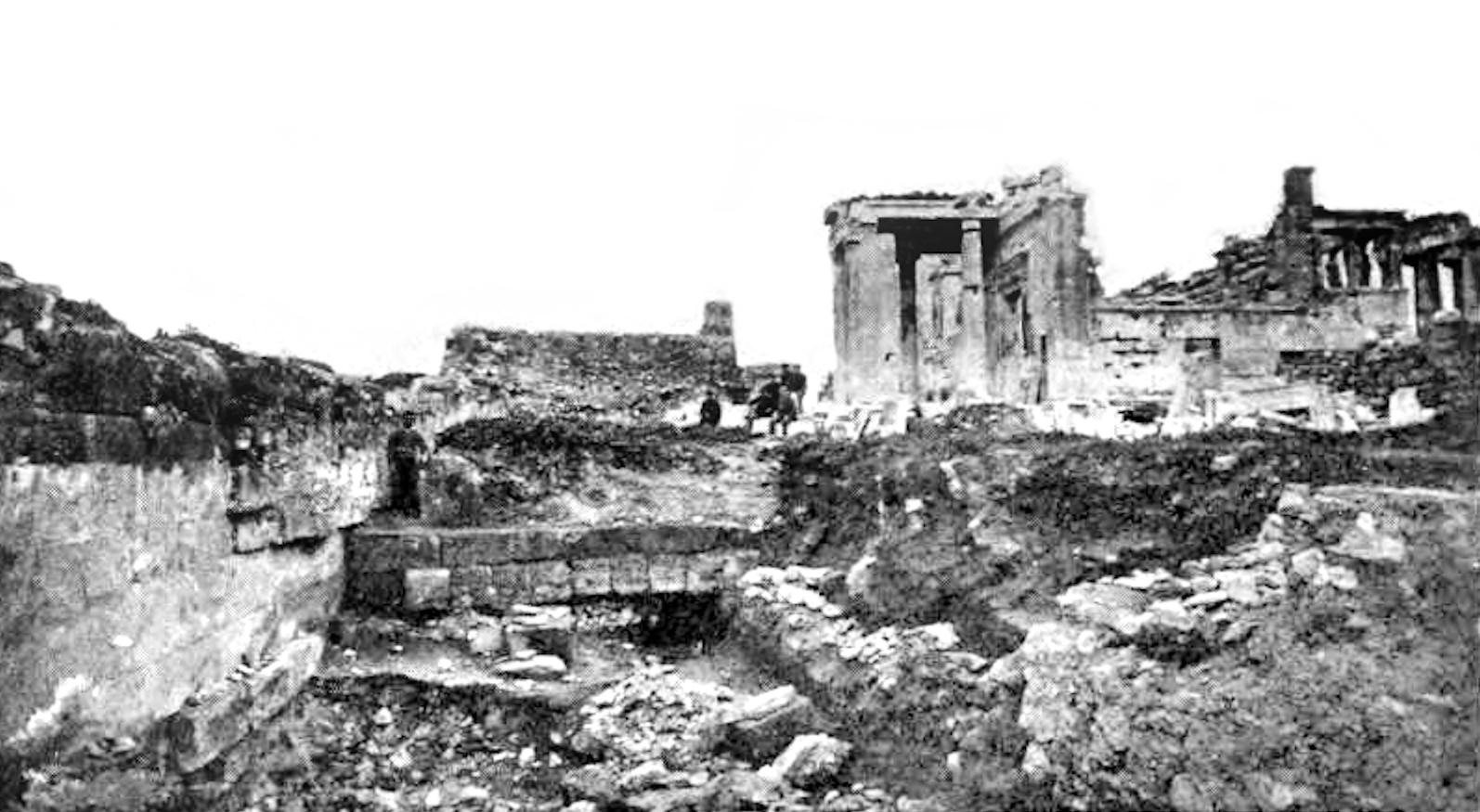
雅典卫城挖掘坑，在厄瑞克修姆的西北部发现了一些古代雕像的遗迹。

波斯人在占领雅典后，雅典人逃离了这座城市，直到波斯人离开后才返回。雅典人发现，雅典卫城遭到了波斯人的洗劫和焚烧，大部分神庙都遭到抢劫和破坏，有些神庙甚至被夷为平地。雅典人举办了隆重的仪式，把这些被波斯人亵渎的物品重新埋了起来。这之后，雅典市民清理了卫城顶部的废墟，重建了神庙，并创作了新的雕塑作品，用来供奉给新神庙。
法国考古学家查尔斯·欧内斯特·伯勒 (Charles Ernest Beulé)于1863年至1866年首次挖掘出波斯废墟中的雕塑，这些雕塑得到了妥善保护。其余部分由希腊考古学家Panagiotis Kavvadias以及德国建筑师和考古学家Wilhelm Dörpfeld和德国史学家Georg Kawerau于1885年至1890年发现。其中包括克雷提奥斯的少年 、 荷牛人和安格里托斯的雅典娜等著名雕塑。
有关这次发掘工作的详细信息于1906年发表（参见参考资料：Kavvadias, P., Kawerau, G. )。